# Scott Patterson
Scott Gordon Patterson (født 11. september 1958) er en skuespiller fra USA. Han er bedst kendt i sin rolle som Luke Danes i tv-serien Gilmore Girls.

## Biografi
Patterson er født i Philadelphia og vokset op i Haddonfield, New Jersey. Han gik på Rutgers University for at få en uddannelse i litteratur men droppede ud. Derefter studerede han skuespil i New York.
For nylig færdiggjorde Patterson optagelserne på filmen Her best Move, hvor han spiller hovedrollen. 

## Filmografi
- Saw IV (2007)
- Saw V (2008)
- Saw VI (2009)
- 90210 - sæson 2, episode 19. Liams far